# 绍兴站
绍兴站位于中国浙江省绍兴市越城区的车站路，为上海局集团宁波车务段管辖的车站。经过铁路有萧甬铁路，办理客货运业务。绍兴站日均办理旅客列车约24列，车站有经该站发往長春、蘭州、西安、鄭州、昆明、成都、重慶、廣州、南昌、宁波等地的列车。

## 历史
绍兴站最早曾于1937年11月随沪杭甬铁路萧绍段短暂开通，运营不足一个月线路因战争而拆除，车站被迫停运。政府于1953年开始萧甬铁路的重建工作，1955年7月1日线路萧曹段竣工，并于年底通车，当时建成站房面积500多平方米，候车室面积不足200平方米。
绍兴站站房因不敷应用而于1980年代进行扩建。扩建后的站房于1986年10月1日投入使用，建筑面积3000平方米，一次可同时容纳1000多人侯车，是当时萧甬线上最大的侯车大楼。1990年代末车站在此迎来改造：在原站房旁新建站房，并实施客货运输分离。新建的站房于2000年9月25日投入使用。
车站站场于2002年进行了复线化改造，之后又于2006年进行了电气化改造。绍兴站曾于2009年10月1日起开始停靠动车组列车，之后因杭甬客运专线绍兴北站开通而不再停靠动车组列车。绍兴站曾于2016年5月15日开行开往洛阳、宝鸡的列车，但由于客流问题于次年4月16日停运。
2017年绍兴站为接入绍兴风情旅游新干线而进行改造，站房部分被改建为城际列车专用进出站通道。同时车站西侧、原漓铁专用线作为动车组存车场。
绍兴站原为上海铁路局绍兴中心站，于1949年成立，管辖萧甬铁路绍兴境内各站运输业务。1958年萧甬铁路各站改由新成立的杭州车务段管辖，同年年底杭州车务段的建制转由新成立的余姚中心站担当，并于1967年改名余姚线路革命委员会。1969年9月绍兴站区革命委员会成立，管理萧甬铁路绍兴地区境内各站及宁波市境叶家、蜀山、余姚、马渚4站。1972年绍兴中心站革命委员会成立，管理萧甬铁路除宁波北站外的所有中间站，1973年再次改名绍兴中心站；1978年10月绍兴中心站改名绍兴车务段，管理自萧山至洪塘乡各站。2008年12月15日，绍兴车务段和原宁波北直属站合并至新成立的宁波车务段。

## 车站结构

### 站房
绍兴站目前使用的站房于2000年投入使用，建筑面积6305平方米。站房由长途列车候车大厅、城铁进出站通道、软席候车室、售票房和行李房等部分组成。售票处面积336平方米，设有6个售票窗口和数个自动售票机；候车厅共设上下两层，面积1894平方米，一次最高可聚集2000多人。除此之外站房还设有168平方米的母婴候车室和338平方米的软席候车室。
绍兴风情旅游新干线的进出站通道位于长途列车进站口和出站口中间，设有一条进出站通道和一个候车厅，候车厅与站台间设有验票闸机。

### 站场
绍兴站设有两座站台，包括一座侧式站台和一座岛式站台，共计3条旅客列车到发线。站场和站房通过一座进站天桥和一座出站地道连接。车站站场设有通往漓铁和中国石化绍兴公司的专用线，办理专用线、专用铁路货运作业。
| 侧线     | 萧甬铁路 货运列车               |
| 3站台    | 萧甬铁路 往宁波方向（迪荡站）   |
| 岛式站台 |                                 |
| 2站台    | 萧甬铁路下行列车通过线          |
| 通过线   | 萧甬铁路上行列车通过线          |
| 侧线     | 萧甬铁路货运列车                |
| 1站台    | 萧甬铁路 往杭州南方向（钱清站） |
| 侧式站台 |                                 |

## 接驳交通

### 公交
| 火车站 | 火车站     | 火车站 | 火车站     | 火车站             |
| 编号   | 路线       | 路线   | 路线       | 备注               |
| ------ | ---------- | ------ | ---------- | ------------------ |
| 1      | 皋埠枢纽站 | ⇆      | 火车站     |                    |
| 1A     | 火车站     | ⇆      | 吼山后门   | 原 1（节假日班次） |
| 17     | 马山       | ⇆      | 西湖新村   | 合并原 39          |
| 23     | 火车站     | ⇆      | 古筑村     |                    |
| 51     | 梅山枢纽站 | ⇆      | 宝业四季园 |                    |
| 52     | 龙骧园西门 | ⇆      | 火车站     |                    |
| 快7    | 上虞火车站 | ⇆      | 火车站     | 原 7A              |
| 专0012 | 鹅境       | ⇆      | 市科技中心 | 工作日服务         |

| 水木清华(火车站) | 水木清华(火车站)   | 水木清华(火车站) | 水木清华(火车站) | 水木清华(火车站)                       |
| 编号             | 路线               | 路线             | 路线             | 备注                                   |
| ---------------- | ------------------ | ---------------- | ---------------- | -------------------------------------- |
| 2                | 梅山枢纽站         | ⇆                | 大禹陵           |                                        |
| 15               | 已停办             | 已停办           | 已停办           | 已停办                                 |
| 30               | 客运中心           | ⇆                | 西昌路阳明路口   | 原 130                                 |
| 52               | 龙骧园西门         | ⇆                | 火车站           |                                        |
| 快196            | 公路客运西站（东） | ⇆                | 兴滨路滨河路口   |                                        |
| 专0018           | 平水公交站         | ⇆                | 客运中心         | 经平水镇政府、禹陵村委、适南路横湖路口 |

### 地铁
- 绍兴轨道交通1号线火车站站